# Coupe de la Ligue islandaise de football 2009
La coupe de la ligue islandaise de football 2009 (Lengjubikarinn 2009) est la 14e édition de cette compétition d'avant-saison islandaise.
La compétition débute le 20 février 2009 et la finale a lieu le 1er mai 2009 entre le Breiðablik Kopavogur et le FH Hafnarfjörður. 
Le FH Hafnarfjörður remporte pour la cinquième fois de son histoire la coupe de la Ligue islandaise, sur le score de 3-0. La dernière victoire du club dans cette compétition remontait à la saison 2007.

## Déroulement de la compétition

### Poule 1 (Lengjubikarinn - A deild karla riðill 1)

#### Classement
| Pos | Club                    | Match | G | N | P | Pour | Contre | Dif. | Points |          |
| --- | ----------------------- | ----- | - | - | - | ---- | ------ | ---- | ------ | -------- |
| 1   | Breiðablik Kopavogur    | 5     | 3 | 2 | 0 | 10   | 4      | +6   | 11     | Qualifié |
| 2   | Valur Reykjavík         | 5     | 3 | 2 | 0 | 7    | 1      | +6   | 11     | Qualifié |
| 3   | Fjölnir Reykjavík       | 5     | 3 | 1 | 1 | 11   | 3      | +8   | 10     |          |
| 4   | Þór Akureyri            | 5     | 1 | 2 | 2 | 5    | 8      | -3   | 5      |          |
| 5   | KA Akureyri             | 5     | 1 | 1 | 3 | 4    | 10     | -6   | 4      |          |
| 6   | Afturelding Mosfellsbær | 5     | 0 | 0 | 5 | 6    | 17     | -11  | 0      |          |

#### Matchs
- 21/02/09 - Fjölnir 4-1 Afturelding
- 22:02/09 - Þór 0-1 Valur
- 04/03/09 - Breiðablik 0-0 Valur
- 07/03/09 - Fjölnir 4-1 KA
- 08/03/09 - Afturelding 2-3 Þór
- 17/03/09 - Valur 3-1 Afturelding
- 18/03/09 - Breiðablik 1-0 Fjölnir
- 23/03/09 - Þór 1-1 KA
- 28/03/09 - Afturelding 0-1 KA
- 03/04/09 - Þór 1-1 Breiðablik
- 04/04/09 - KA 1-2 Breiðablik
- 05/04/09 - Valur 0-0 Fjölnir
- 18/04/09 - Þór 0-3 Fjölnir
- 18/04/09 - KA 0-3 Valur
- 18/04/09 - Breiðablik 6-2 Afturelding

### Poule 2 (Lengjubikarinn - A deild karla riðill 2)

#### Classement
| Pos | Club           | Match | G | N | P | Pour | Contre | Dif. | Points |          |
| --- | -------------- | ----- | - | - | - | ---- | ------ | ---- | ------ | -------- |
| 1   | UG Grindavík   | 5     | 4 | 1 | 0 | 14   | 8      | +6   | 13     | Qualifié |
| 2   | HK Kópavogur   | 5     | 3 | 1 | 1 | 11   | 9      | +2   | 10     | Qualifié |
| 3   | ÍBK Keflavík   | 5     | 3 | 0 | 2 | 14   | 11     | +3   | 9      |          |
| 4   | Fram Reykjavík | 5     | 2 | 1 | 2 | 10   | 10     | 0    | 7      |          |
| 5   | IR Reykjavik   | 5     | 1 | 0 | 4 | 9    | 15     | -6   | 3      |          |
| 6   | UMF Selfoss    | 5     | 0 | 1 | 4 | 9    | 14     | -5   | 1      |          |

#### Matchs
- 21/02/09 - Keflavík 3-2 ÍR
- 22/02/09 - HK 2-1 Selfoss
- 22/02/09 - Fram 0-2 Grindavík
- 05/03/09 - Fram 3-2 HK
- 08/03/09 - Grindavík 3-2 ÍR
- 08/03/09 - Selfoss 2-4 Keflavík
- 16/03/09 - Keflavík 4-1 Fram
- 20/03/09 - HK 2-2 Grindavík
- 26/03/09 - ÍR 3-2 Selfoss
- 29/03/09 - Grindavík 4-3 Selfoss
- 02/04/09 - Fram 5-1 ÍR
- 03/04/09 - HK 3-2 Keflavík
- 08/04/09 - Keflavík 1-3 Grindavík
- 17/04/09 - Selfoss 1-1 Fram
- 18/04/09 - ÍR 1-2 HK 	Egilshöll

### Poule 3 (Lengjubikarinn - A deild karla riðill 3)

#### Classement
| Pos | Club               | Match | G | N | P | Pour | Contre | Dif. | Points |          |
| --- | ------------------ | ----- | - | - | - | ---- | ------ | ---- | ------ | -------- |
| 1   | Stjarnan Garðabær  | 5     | 4 | 1 | 0 | 16   | 6      | +10  | 13     | Qualifié |
| 2   | Fylkir Reykjavík   | 5     | 2 | 3 | 0 | 10   | 8      | +2   | 9      | Qualifié |
| 3   | Leiknir Reykjavík  | 5     | 2 | 1 | 2 | 8    | 14     | -6   | 7      |          |
| 4   | KR Reykjavík       | 5     | 1 | 2 | 2 | 14   | 9      | 5    | 5      |          |
| 5   | Víkingur Reykjavík | 5     | 1 | 1 | 3 | 9    | 10     | -1   | 4      |          |
| 6   | UMF Njarðvík       | 5     | 0 | 2 | 3 | 1    | 11     | -10  | 2      |          |

#### Matchs
- 21/02/09 - Stjarnan 3-2 KR
- 22/02/09 - Fylkir 0-0 Njarðvík
- 22/02/09 - Leiknir R. 1-0 Víkingur R.
- 05/03/09 - Fylkir 2-2 Leiknir R.
- 06/03/09 - Víkingur R. 1-4 Stjarnan
- 08/03/09 - Njarðvík 1-1 KR
- 16/03/09 - KR 1-1 Víkingur R.
- 21/03/09 - Leiknir R. 2-0 Njarðvík
- 22/03/09 - Stjarnan 2-2 Fylkir
- 02/04/09 - Leiknir R. 1-3 Stjarnan
- 04/04/09 - Fylkir 2-1 KR
- 04/04/09 - Njarðvík 0-4 Víkingur R.
- 17/04/09 - Stjarnan 4-0 Njarðvík
- 17/04/09 - KR 9-2 Leiknir R.
- 18/04/09 - Víkingur R. 3-4 Fylkir

### Poule 4 (Lengjubikarinn - A deild karla riðill 4)

#### Classement
| Pos | Club                 | Match | G | N | P | Pour | Contre | Dif. | Points |          |
| --- | -------------------- | ----- | - | - | - | ---- | ------ | ---- | ------ | -------- |
| 1   | FH Hafnarfjörður     | 5     | 5 | 0 | 0 | 21   | 8      | +13  | 15     | Qualifié |
| 2   | Þróttur Reykjavík    | 5     | 4 | 0 | 1 | 10   | 5      | +5   | 12     | Qualifié |
| 3   | ÍA Akranes           | 5     | 2 | 0 | 3 | 11   | 10     | +1   | 6      |          |
| 4   | ÍB Vestmannaeyja     | 5     | 2 | 0 | 3 | 9    | 10     | -1   | 6      |          |
| 5   | Haukar Hafnarfjörður | 5     | 1 | 1 | 3 | 7    | 11     | -4   | 4      |          |
| 6   | Vikingur Ólafsvík    | 5     | 0 | 1 | 4 | 2    | 16     | -14  | 1      |          |

#### Matchs
- 20/02/09 - ÍA 3-5 FH
- 21/02/09 - Þróttur R. 3-1 ÍBV
- 21/02/09 - Haukar 2-2 Víkingur Ó.
- 06/03/09 - ÍBV 1-2 Haukar
- 07/03/09 - ÍA 0-1 Þróttur
- 08/03/09 - FH 3-0 Víkingur Ó.
- 20/03/09 - ÍBV 3-1 ÍA
- 21/03/09 - Víkingur Ó. 0-1 ÍBV
- 23/03/09 - Haukar 1-2 ÍA
- 26/03/09 - Þróttur R. 0-4 FH
- 30/03/09 - Þróttur R. 1-0 Haukar
- 04/04/09 - ÍA 5-0 Víkingur Ó.
- 05/04/09 - FH 4-3 ÍBV
- 09/04/09 - Haukar 2-5 FH
- 09/04/09 - Víkingur Ó. 0-5 Þróttur R.

### Tableau final (Lengjubikarinn - A deild karla Úrslit)

#### Quart de finale
Les matchs de ce tour ont eu lieu les 22, 23 et 24 avril 2009.
- UG Grindavík 2-3 Fylkir Reykjavík
- Breiðablik Kopavogur 1-0 Þróttur Reykjavík (Après prolongation)
- Stjarnan Garðabær 1-6 HK Kópavogur
- Valur Reykjavík 0-3 FH Hafnarfjörður

#### Demi-finale
| Date          | Équipe 1             | Résultat | Équipe 2         |
| ------------- | -------------------- | -------- | ---------------- |
| 27 avril 2009 | Fylkir Reykjavik     | 1 - 2    | FH Hafnarfjörður |
| 27 avril 2009 | Breiðablik Kopavogur | 2 - 1    | HK Kopavogur     |

#### Finale
La finale a eu lieu le 1er mai 2009 au stade Kórinn de Kópavogur. Elle a opposé le Breiðablik Kopavogur au FH Hafnarfjörður. 
Le FH Hafnarfjörður l'a emporté sur le score de 3 buts à 0.

##### Feuille de match
| Équipes              | Breiðablik Kopavogur - FH Hafnarfjörður |
| Score                | 0-3 |
| Date                 | 1er mai 2009 |
| Stade                | Kórinn (Kópavogur) |
| Arbitre              | Jóhannes Valgeirsson |
| Buts                 | 37e Björn Daníel Sverrisson 0-1, 65e Matthías Vilhjálmsson 0-2, 83e Atli Guðnason 0-3 |
| Breiðablik Kopavogur | Ingvar Þór Kale, Kári Ársælsson, Árni Kristinn Gunnarsson, Kristinn Steindórsson, Arnar Grétarsson, Olgeir Sigurgeirsson, Guðmann Þórisson, Guðmundur Kristjánsson (Elfar Freyr Helgason 81e), Kristinn Jónsson, Haukur Baldvinsson (Aron Már Smárason 63e), Finnur Orri Margeirsson (Hrafn Ingason 70e) Entraîneur : Ólafur Helgi Kristjánsson                                                                          |
| FH Hafnarfjörður     | Gunnar Sigurðsson, Ásgeir Gunnar Ásgeirsson (Friðrik Dór Jónsson 89e), Pétur Viðarsson, Matthías Vilhjálmsson, Guðni Páll Kristjánsson (Guðmundur Sævarsson 83e), Matthías Guðmundsson (Atli Guðnason 21e), Hákon Atli Hallfreðsson, Björn Daníel Sverrisson (Tryggvi Guðmundsson 81e), Brynjar Benediktsson (Atli Viðar Björnsson 68e), Viktor Örn Guðmundsson, Hjörtur Logi Valgarðsson Entraîneur : Heimir Guðjónsson |
| Avertissement        | Breiðablik Kopavogur : Guðmann Þórisson 91e |
| Expulsion            | - |

## Source
- http://ksi.is